# Andre Ellington
Andre Ellington (Moncks Corner, 3 febbraio 1989) è un giocatore di football americano statunitense che gioca nel ruolo di running back per gli Arizona Cardinals della National Football League (NFL). Fu scelto nel corso del sesto giro (187º assoluto) del Draft NFL 2013 dai Cardinals. Al college ha giocato a football coi Clemson Tigers.

## Carriera professionistica

### Arizona Cardinals
Ellington fu scelto nel corso del sesto giro del Draft 2013 dagli Arizona Cardinals. Il suo primo touchdown su ricezione lo segnò nella vittoria della settimana 2 contro i Detroit Lions e il primo su corsa nella settimana 6 contro i San Francisco 49ers. Due settimane dopo esplose nella vittoria contro gli Atlanta Falcons correndo 154 yard su 15 tentativi e segnando un touchdown, venendo premiato come miglior running back della settimana. Tornò a segnare nella settimana 14 nella netta vittoria dei Cardinals sui St. Louis Rams. La sua stagione da rookie si concluse con 652 yard corse e 3 touchdown in 15 partite, di cui una come titolare.
Nella settimana 5 del 2014, Ellington ricevette 112 yard e segnò due touchdown, uno su corsa e uno su ricezione, contro i Denver Broncos. La sua seconda annata si chiuse con 606 yard corse (leader della squadra), 3 TD su corsa e 2 su ricezione, giocando 12 gare tutte come titolare.

## Palmarès
- Running back della settimana: 1

8ª del 2013

## Statistiche
| Partite totali      | 27    |
| Partite da titolare | 13    |
| Yard su corsa       | 1.312 |
| Touchdown su corsa  | 6     |

Statistiche aggiornate alla stagione 2014